# Olympische Sommerspiele 2016/Handball

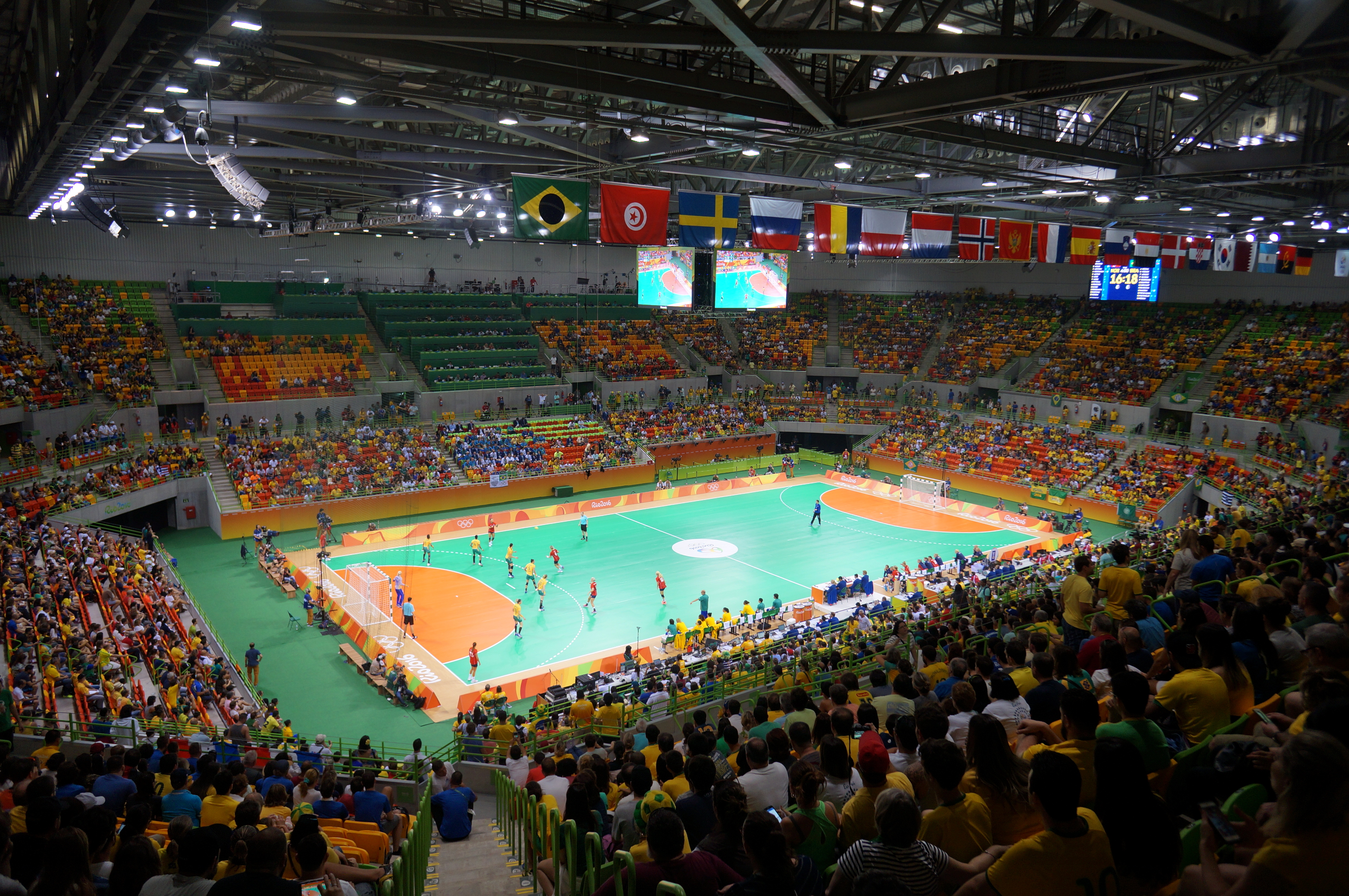
Die Future Arena im Olympic Park Rio de Janeiro

Bei den Olympischen Spielen 2016 in Rio de Janeiro wurden vom 6. bis 21. August 2016 zwei Wettbewerbe im Handball ausgetragen. Am Turnier nahmen bei Frauen und Männern jeweils zwölf Mannschaften teil. Austragungsort war die Future Arena im Olympic Park Rio de Janeiro, die 12.000 Zuschauern Platz bot.

## Männer

### Medaillengewinner
| Platz | Land | Sportler |
| ----- | ---- | --- |
| 1     | DEN  | Niklas Landin Jacobsen, Jannick Green Krejberg, Lasse Svan, Casper Ulrich Mortensen, Henrik Toft Hansen, Jesper Nøddesbo, René Toft Hansen, Morten Olsen, Mads Mensah Larsen, Mikkel Hansen, Michael Damgaard, Henrik Møllgaard Jensen, Mads Christiansen, Kasper Søndergaard Trainer: Guðmundur Guðmundsson |
| 2     | FRA  | Vincent Gérard, Thierry Omeyer, Michaël Guigou, Kentin Mahé, Mathieu Grébille, Timothey N’Guessan, Nikola Karabatić, Daniel Narcisse, Ludovic Fabregas, Luka Karabatić, Cédric Sorhaindo, Adrien Dipanda, Valentin Porte, Luc Abalo, Olivier Nyokas Trainer: Claude Onesta                                   |
| 3     | GER  | Christian Dissinger, Paul Drux, Steffen Fäth, Uwe Gensheimer, Patrick Groetzki, Kai Häfner, Silvio Heinevetter, Julius Kühn, Finn Lemke, Hendrik Pekeler, Tobias Reichmann, Martin Strobel, Steffen Weinhold, Fabian Wiede, Patrick Wiencek, Andreas Wolff Trainer: Dagur Sigurðsson                         |

### Auslosung
Die Auslosung fand am 29. April 2016 statt. Die Lostöpfe waren am 10. April 2016 bekanntgegeben worden.
| Topf 1           | Topf 2             | Topf 3            | Topf 4             | Topf 5            | Topf 6              |
| ---------------- | ------------------ | ----------------- | ------------------ | ----------------- | ------------------- |
| Frankreich Polen | Slowenien Dänemark | Kroatien Schweden | Tunesien Brasilien | Deutschland Katar | Argentinien Ägypten |

### Vorrunde

#### Gruppe A
Alle Zeiten sind in Ortszeit (UTC−3).
| Pl. | Land        | Sp. | S | U | N | Tore      | Diff. | Punkte |
| --- | ----------- | --- | - | - | - | --------- | ----- | ------ |
| 1.  | Kroatien    | 5   | 4 | 0 | 1 | 0147:1340 | +13   | 8      |
| 2.  | Frankreich  | 5   | 4 | 0 | 1 | 0152:1260 | +26   | 8      |
| 3.  | Dänemark    | 5   | 3 | 0 | 2 | 0136:1270 | +9    | 6      |
| 4.  | Katar       | 5   | 2 | 1 | 2 | 0122:1270 | −5    | 5      |
| 5.  | Argentinien | 5   | 1 | 0 | 4 | 0110:1260 | −16   | 2      |
| 6.  | Tunesien    | 5   | 0 | 1 | 4 | 0118:1450 | −27   | 1      |

| 7. August 2016 9:30 Uhr | Kroatien              | 23:30        | Katar                    | Future Arena, Rio de Janeiro Schiedsrichter: Raluy, Sambroso |
| 7. August 2016 9:30 Uhr | meiste Tore: Štrlek 5 | (8:15)       | meiste Tore: Marković 10 | Future Arena, Rio de Janeiro Schiedsrichter: Raluy, Sambroso |
| 7. August 2016 9:30 Uhr | Strafen: 3× 5×        | Spielbericht | Strafen: 1× 6×           | Future Arena, Rio de Janeiro Schiedsrichter: Raluy, Sambroso |

| 7. August 2016 14:40 Uhr | Dänemark                       | 25:19        | Argentinien               | Future Arena, Rio de Janeiro Schiedsrichter: Sok, Lah |
| 7. August 2016 14:40 Uhr | meiste Tore: Svan, Hansen je 6 | (10:10)      | meiste Tore: P. Simonet 7 | Future Arena, Rio de Janeiro Schiedsrichter: Sok, Lah |
| 7. August 2016 14:40 Uhr | Strafen: 3× 4× 1×              | Spielbericht | Strafen: 3×               | Future Arena, Rio de Janeiro Schiedsrichter: Sok, Lah |

| 7. August 2016 19:50 Uhr | Frankreich          | 25:23        | Tunesien           | Future Arena, Rio de Janeiro Schiedsrichter: Geipel, Helbig |
| 7. August 2016 19:50 Uhr | meiste Tore: Mahé 5 | (16:11)      | meiste Tore: Tej 6 | Future Arena, Rio de Janeiro Schiedsrichter: Geipel, Helbig |
| 7. August 2016 19:50 Uhr | Strafen: 3× 1×      | Spielbericht | Strafen: 4× 6×     | Future Arena, Rio de Janeiro Schiedsrichter: Geipel, Helbig |

| 9. August 2016 9:30 Uhr | Katar                                    | 20:35        | Frankreich           | Future Arena, Rio de Janeiro Schiedsrichter: Horáček, Novotný |
| 9. August 2016 9:30 Uhr | meiste Tore: Marković, Capote, Bagarić 4 | (13:16)      | meiste Tore: Abalo 7 | Future Arena, Rio de Janeiro Schiedsrichter: Horáček, Novotný |
| 9. August 2016 9:30 Uhr | Strafen: 2× 4×                           | Spielbericht | Strafen: 3×          | Future Arena, Rio de Janeiro Schiedsrichter: Horáček, Novotný |

| 9. August 2016 14:40 Uhr | Tunesien               | 23:31        | Dänemark                          | Future Arena, Rio de Janeiro Schiedsrichter: Nilson, Menezes |
| 9. August 2016 14:40 Uhr | meiste Tore: Jallouz 5 | (10:17)      | meiste Tore: Svan, Mortensen je 8 | Future Arena, Rio de Janeiro Schiedsrichter: Nilson, Menezes |
| 9. August 2016 14:40 Uhr | Strafen: 1× 2× 1×      | Spielbericht | Strafen: 3×                       | Future Arena, Rio de Janeiro Schiedsrichter: Nilson, Menezes |

| 9. August 2016 21:50 Uhr | Argentinien              | 26:27        | Kroatien              | Future Arena, Rio de Janeiro Schiedsrichter: Rashed, El-Sayed |
| 9. August 2016 21:50 Uhr | meiste Tore: Fernández 8 | (15:14)      | meiste Tore: Štrlek 7 | Future Arena, Rio de Janeiro Schiedsrichter: Rashed, El-Sayed |
| 9. August 2016 21:50 Uhr | Strafen: 2× 4× 1×        | Spielbericht | Strafen: 4× 3×        | Future Arena, Rio de Janeiro Schiedsrichter: Rashed, El-Sayed |

| 11. August 2016 9:30 Uhr | Tunesien               | 25:25        | Katar                  | Future Arena, Rio de Janeiro Schiedsrichter: Hansen, Gjeding |
| 11. August 2016 9:30 Uhr | meiste Tore: Bannour 8 | (12:11)      | meiste Tore: Capote 12 | Future Arena, Rio de Janeiro Schiedsrichter: Hansen, Gjeding |
| 11. August 2016 9:30 Uhr | Strafen: 2× 6×         | Spielbericht | Strafen: 2× 5×         | Future Arena, Rio de Janeiro Schiedsrichter: Hansen, Gjeding |

| 11. August 2016 14:40 Uhr | Dänemark            | 24:27        | Kroatien               | Future Arena, Rio de Janeiro Schiedsrichter: Geipel, Helbig |
| 11. August 2016 14:40 Uhr | meiste Tore: Svan 9 | (12:15)      | meiste Tore: Duvnjak 8 | Future Arena, Rio de Janeiro Schiedsrichter: Geipel, Helbig |
| 11. August 2016 14:40 Uhr | Strafen: 2× 3×      | Spielbericht | Strafen: 4× 5×         | Future Arena, Rio de Janeiro Schiedsrichter: Geipel, Helbig |

| 11. August 2016 21:50 Uhr | Frankreich           | 31:24        | Argentinien                 | Future Arena, Rio de Janeiro Schiedsrichter: Načevski, Nikolov |
| 11. August 2016 21:50 Uhr | meiste Tore: Abalo 7 | (17:12)      | meiste Tore: F. Fernández 8 | Future Arena, Rio de Janeiro Schiedsrichter: Načevski, Nikolov |
| 11. August 2016 21:50 Uhr | Strafen: 3× 4× 1×    | Spielbericht | Strafen: 3× 5×              | Future Arena, Rio de Janeiro Schiedsrichter: Načevski, Nikolov |

| 13. August 2016 11:30 Uhr | Kroatien               | 29:28        | Frankreich             | Future Arena, Rio de Janeiro Schiedsrichter: Elíasson, Pálsson |
| 13. August 2016 11:30 Uhr | meiste Tore: Kopljar 6 | (14:12)      | meiste Tore: Guigou 10 | Future Arena, Rio de Janeiro Schiedsrichter: Elíasson, Pálsson |
| 13. August 2016 11:30 Uhr | Strafen: 4× 5× 1×      | Spielbericht | Strafen: 4× 2×         | Future Arena, Rio de Janeiro Schiedsrichter: Elíasson, Pálsson |

| 13. August 2016 14:40 Uhr | Dänemark            | 26:25        | Katar                   | Future Arena, Rio de Janeiro Schiedsrichter: Rashed, El-Sayed |
| 13. August 2016 14:40 Uhr | meiste Tore: Svan 7 | (14:14)      | meiste Tore: Marković 7 | Future Arena, Rio de Janeiro Schiedsrichter: Rashed, El-Sayed |
| 13. August 2016 14:40 Uhr | Strafen: 4× 5× 1×   | Spielbericht | Strafen: 3×             | Future Arena, Rio de Janeiro Schiedsrichter: Rashed, El-Sayed |

| 13. August 2016 21:50 Uhr | Argentinien            | 23:21        | Tunesien                 | Future Arena, Rio de Janeiro Schiedsrichter: Koo, Lee |
| 13. August 2016 21:50 Uhr | meiste Tore: Pizarro 7 | (14:10)      | meiste Tore: Boughanmi 8 | Future Arena, Rio de Janeiro Schiedsrichter: Koo, Lee |
| 13. August 2016 21:50 Uhr | Strafen: 3× 5×         | Spielbericht | Strafen: 4× 1×           | Future Arena, Rio de Janeiro Schiedsrichter: Koo, Lee |

| 15. August 2016 14:40 Uhr | Frankreich          | 33:30        | Dänemark              | Future Arena, Rio de Janeiro Schiedsrichter: Lah, Sok |
| 15. August 2016 14:40 Uhr | meiste Tore: Mahé 9 | (17:16)      | meiste Tore: Hansen 8 | Future Arena, Rio de Janeiro Schiedsrichter: Lah, Sok |
| 15. August 2016 14:40 Uhr | Strafen: 2× 3×      | Spielbericht | Strafen: 3× 5×        | Future Arena, Rio de Janeiro Schiedsrichter: Lah, Sok |

| 15. August 2016 19:50 Uhr | Kroatien               | 41:26        | Tunesien                 | Future Arena, Rio de Janeiro Schiedsrichter: Coulibaly, Diabaté |
| 15. August 2016 19:50 Uhr | meiste Tore: Karačić 9 | (25:10)      | meiste Tore: Boughanmi 7 | Future Arena, Rio de Janeiro Schiedsrichter: Coulibaly, Diabaté |
| 15. August 2016 19:50 Uhr | Strafen: 2× 4×         | Spielbericht | Strafen: 1×              | Future Arena, Rio de Janeiro Schiedsrichter: Coulibaly, Diabaté |

| 15. August 2016 21:50 Uhr | Katar                            | 22:18        | Argentinien            | Future Arena, Rio de Janeiro Schiedsrichter: López, Ramírez |
| 15. August 2016 21:50 Uhr | meiste Tore: Capote, Memišević 4 | (12:9)       | meiste Tore: Simonet 5 | Future Arena, Rio de Janeiro Schiedsrichter: López, Ramírez |
| 15. August 2016 21:50 Uhr | Strafen: 3× 4×                   | Spielbericht | Strafen: 4×            | Future Arena, Rio de Janeiro Schiedsrichter: López, Ramírez |

#### Gruppe B
Alle Zeiten sind in Ortszeit (UTC−3).
| Pl. | Land        | Sp. | S | U | N | Tore      | Diff. | Punkte |
| --- | ----------- | --- | - | - | - | --------- | ----- | ------ |
| 1.  | Deutschland | 5   | 4 | 0 | 1 | 0153:1410 | +12   | 8      |
| 2.  | Slowenien   | 5   | 4 | 0 | 1 | 0137:1260 | +11   | 8      |
| 3.  | Brasilien   | 5   | 2 | 1 | 2 | 0141:1500 | −9    | 5      |
| 4.  | Polen       | 5   | 2 | 0 | 3 | 0139:1400 | −1    | 4      |
| 5.  | Ägypten     | 5   | 1 | 1 | 3 | 0129:1430 | −14   | 3      |
| 6.  | Schweden    | 5   | 1 | 0 | 4 | 0132:1310 | +1    | 2      |

| 7. August 2016 11:30 Uhr | Schweden                 | 29:32        | Deutschland         | Future Arena, Rio de Janeiro Schiedsrichter: Hansen, Gjeding |
| 7. August 2016 11:30 Uhr | meiste Tore: Tollbring 8 | (15:18)      | meiste Tore: Kühn 7 | Future Arena, Rio de Janeiro Schiedsrichter: Hansen, Gjeding |
| 7. August 2016 11:30 Uhr | Strafen: 4× 9× 1×        | Spielbericht | Strafen: 3× 9×      | Future Arena, Rio de Janeiro Schiedsrichter: Hansen, Gjeding |

| 7. August 2016 16:40 Uhr | Polen                 | 32:34        | Brasilien                | Future Arena, Rio de Janeiro Schiedsrichter: Načevski, Nikolov |
| 7. August 2016 16:40 Uhr | meiste Tore: Daszek 8 | (13:16)      | meiste Tore: de Toledo 7 | Future Arena, Rio de Janeiro Schiedsrichter: Načevski, Nikolov |
| 7. August 2016 16:40 Uhr | Strafen: 4× 5×        | Spielbericht | Strafen: 3× 6×           | Future Arena, Rio de Janeiro Schiedsrichter: Načevski, Nikolov |

| 7. August 2016 21:50 Uhr | Slowenien           | 27:26        | Ägypten                 | Future Arena, Rio de Janeiro Schiedsrichter: Elíasson, Pálsson |
| 7. August 2016 21:50 Uhr | meiste Tore: Janc 8 | (15:15)      | meiste Tore: El-Ahmar 7 | Future Arena, Rio de Janeiro Schiedsrichter: Elíasson, Pálsson |
| 7. August 2016 21:50 Uhr | Strafen: 3× 9×      | Spielbericht | Strafen: 4× 5× 1×       | Future Arena, Rio de Janeiro Schiedsrichter: Elíasson, Pálsson |

| 9. August 2016 11:30 Uhr | Deutschland                            | 32:29        | Polen                    | Future Arena, Rio de Janeiro Schiedsrichter: Lopéz, Ramírez |
| 9. August 2016 11:30 Uhr | meiste Tore: Gensheimer, Wiede, Kühn 5 | (16:14)      | meiste Tore: Bielecki 10 | Future Arena, Rio de Janeiro Schiedsrichter: Lopéz, Ramírez |
| 9. August 2016 11:30 Uhr | Strafen: 4× 6× 1×                      | Spielbericht | Strafen: 3× 5×           | Future Arena, Rio de Janeiro Schiedsrichter: Lopéz, Ramírez |

| 9. August 2016 16:40 Uhr | Brasilien              | 28:31        | Slowenien           | Future Arena, Rio de Janeiro Schiedsrichter: Hansen, Gjeding |
| 9. August 2016 16:40 Uhr | meiste Tore: Chiuffa 8 | (13:16)      | meiste Tore: Janc 6 | Future Arena, Rio de Janeiro Schiedsrichter: Hansen, Gjeding |
| 9. August 2016 16:40 Uhr | Strafen: 2× 6×         | Spielbericht | Strafen: 2× 13×     | Future Arena, Rio de Janeiro Schiedsrichter: Hansen, Gjeding |

| 9. August 2016 19:50 Uhr | Ägypten              | 26:25        | Schweden                | Future Arena, Rio de Janeiro Schiedsrichter: Sadeghi, Kolahdouzan |
| 9. August 2016 19:50 Uhr | meiste Tore: Sanad 7 | (12:13)      | meiste Tore: Petersen 5 | Future Arena, Rio de Janeiro Schiedsrichter: Sadeghi, Kolahdouzan |
| 9. August 2016 19:50 Uhr | Strafen: 3× 7×       | Spielbericht | Strafen: 3× 8×          | Future Arena, Rio de Janeiro Schiedsrichter: Sadeghi, Kolahdouzan |

| 11. August 2016 11:30 Uhr | Polen                 | 33:25        | Ägypten               | Future Arena, Rio de Janeiro Schiedsrichter: Santos, Fonseca |
| 11. August 2016 11:30 Uhr | meiste Tore: Daszek 6 | (16:10)      | meiste Tore: Hassan 6 | Future Arena, Rio de Janeiro Schiedsrichter: Santos, Fonseca |
| 11. August 2016 11:30 Uhr | Strafen: 4× 7×        | Spielbericht | Strafen: 3× 6×        | Future Arena, Rio de Janeiro Schiedsrichter: Santos, Fonseca |

| 11. August 2016 16:40 Uhr | Brasilien              | 33:30        | Deutschland              | Future Arena, Rio de Janeiro Schiedsrichter: Horáček, Novotný |
| 11. August 2016 16:40 Uhr | meiste Tore: Chiuffa 8 | (17:16)      | meiste Tore: Reichmann 6 | Future Arena, Rio de Janeiro Schiedsrichter: Horáček, Novotný |
| 11. August 2016 16:40 Uhr | Strafen: 2× 4× 1×      | Spielbericht | Strafen: 4× 5× 1×        | Future Arena, Rio de Janeiro Schiedsrichter: Horáček, Novotný |

| 11. August 2016 19:50 Uhr | Slowenien                      | 29:24        | Schweden                 | Future Arena, Rio de Janeiro Schiedsrichter: Raluy, Sabroso Ramirez |
| 11. August 2016 19:50 Uhr | meiste Tore: Janc, Razgor je 5 | (14:13)      | meiste Tore: Tollbring 6 | Future Arena, Rio de Janeiro Schiedsrichter: Raluy, Sabroso Ramirez |
| 11. August 2016 19:50 Uhr | Strafen: 4× 7×                 | Spielbericht | Strafen: 4× 6×           | Future Arena, Rio de Janeiro Schiedsrichter: Raluy, Sabroso Ramirez |

| 13. August 2016 9:30 Uhr | Slowenien              | 25:28        | Deutschland               | Future Arena, Rio de Janeiro Schiedsrichter: Načevski, Nikolov |
| 13. August 2016 9:30 Uhr | meiste Tore: Dolenec 6 | (12:11)      | meiste Tore: Gensheimer 6 | Future Arena, Rio de Janeiro Schiedsrichter: Načevski, Nikolov |
| 13. August 2016 9:30 Uhr | Strafen: 4× 6×         | Spielbericht | Strafen: 4× 8×            | Future Arena, Rio de Janeiro Schiedsrichter: Načevski, Nikolov |

| 13. August 2016 16:40 Uhr | Ägypten                 | 27:27        | Brasilien                | Future Arena, Rio de Janeiro Schiedsrichter: Lah, Sok |
| 13. August 2016 16:40 Uhr | meiste Tore: El-Ahmar 9 | (15:13)      | meiste Tore: 4 Spieler 4 | Future Arena, Rio de Janeiro Schiedsrichter: Lah, Sok |
| 13. August 2016 16:40 Uhr | Strafen: 3× 7×          | Spielbericht | Strafen: 4× 2×           | Future Arena, Rio de Janeiro Schiedsrichter: Lah, Sok |

| 13. August 2016 19:50 Uhr | Schweden                | 24:25        | Polen                   | Future Arena, Rio de Janeiro Schiedsrichter: Geipel, Helbig |
| 13. August 2016 19:50 Uhr | meiste Tore: Stenmalm 8 | (13:12)      | meiste Tore: Bielecki 8 | Future Arena, Rio de Janeiro Schiedsrichter: Geipel, Helbig |
| 13. August 2016 19:50 Uhr | Strafen: 4× 8×          | Spielbericht | Strafen: 2× 3×          | Future Arena, Rio de Janeiro Schiedsrichter: Geipel, Helbig |

| 15. August 2016 9:30 Uhr | Polen                   | 20:25        | Slowenien              | Future Arena, Rio de Janeiro Schiedsrichter: Horáček, Novotný |
| 15. August 2016 9:30 Uhr | meiste Tore: Bielecki 4 | (13:13)      | meiste Tore: Zarabec 7 | Future Arena, Rio de Janeiro Schiedsrichter: Horáček, Novotný |
| 15. August 2016 9:30 Uhr | Strafen: 2× 5× 1×       | Spielbericht | Strafen: 2× 8×         | Future Arena, Rio de Janeiro Schiedsrichter: Horáček, Novotný |

| 15. August 2016 11:30 Uhr | Deutschland               | 31:25        | Ägypten              | Future Arena, Rio de Janeiro Schiedsrichter: Hansen, Gjeding |
| 15. August 2016 11:30 Uhr | meiste Tore: Gensheimer 7 | (15:12)      | meiste Tore: Sanad 7 | Future Arena, Rio de Janeiro Schiedsrichter: Hansen, Gjeding |
| 15. August 2016 11:30 Uhr | Strafen: 2× 9×            | Spielbericht | Strafen: 1× 3×       | Future Arena, Rio de Janeiro Schiedsrichter: Hansen, Gjeding |

| 15. August 2016 14:40 Uhr | Schweden                | 30:19        | Brasilien                | Future Arena, Rio de Janeiro Schiedsrichter: Santos, Fonseca |
| 15. August 2016 14:40 Uhr | meiste Tore: Stenmalm 6 | (16:10)      | meiste Tore: de Toledo 4 | Future Arena, Rio de Janeiro Schiedsrichter: Santos, Fonseca |
| 15. August 2016 14:40 Uhr | Strafen: 4×             | Spielbericht | Strafen: 2× 3×           | Future Arena, Rio de Janeiro Schiedsrichter: Santos, Fonseca |

### Finalrunde
|  | Viertelfinale   | Viertelfinale   |                 |                 | Halbfinale       | Halbfinale |  |  | Finale          | Finale          |
|  |                 |                 |                 |                 |                  |            |  |  |                 |                 |
|  | 17. August 2016 |                 |                 |                 |                  |            |  |  |                 |                 |
|  | Kroatien        | 27              |                 |                 |                  |            |  |  |                 |                 |
|  | Kroatien        | 27              | 19. August 2016 |                 |                  |            |  |  |                 |                 |
|  | Polen           | 30              |                 |                 |                  |            |  |  |                 |                 |
|  | Polen           | 30              | Polen           | 28              |                  |            |  |  |                 |                 |
|  |                 |                 | Polen           | 28              |                  |            |  |  |                 |                 |
|  |                 | Dänemark        | 29              |                 |                  |            |  |  |                 |                 |
|  | Slowenien       | Dänemark        | 29              | 30              |                  |            |  |  |                 |                 |
|  | Slowenien       |                 |                 | 30              |                  |            |  |  |                 |                 |
|  | Dänemark        | 37              |                 | 21. August 2016 | 21. August 2016  |            |  |  |                 |                 |
|  | 17. August 2016 | 17. August 2016 | Dänemark        | 28              |                  |            |  |  |                 |                 |
|  | 17. August 2016 | 17. August 2016 |                 | Frankreich      | 26               |            |  |  |                 |                 |
|  | Frankreich      | 34              |                 |                 |                  |            |  |  |                 |                 |
|  | Brasilien       | 27              |                 |                 |                  |            |  |  |                 |                 |
|  | Brasilien       | 27              | Frankreich      | 29              |                  |            |  |  |                 |                 |
|  |                 |                 | Frankreich      | 29              | Spiel um Platz 3 |            |  |  |                 |                 |
|  |                 | Deutschland     | 28              |                 |                  |            |  |  |                 |                 |
|  | Deutschland     | Deutschland     | 28              | 34              | Deutschland      | 31         |  |  |                 |                 |
|  | Deutschland     | 19. August 2016 |                 | 34              | Deutschland      | 31         |  |  |                 |                 |
|  | Katar           | 22              |                 | Polen           | 25               |            |  |  |                 |                 |
|  | Katar           | 22              |                 |                 | 25               |            |  |  |                 |                 |
|  | 17. August 2016 | 17. August 2016 |                 |                 |                  |            |  |  | 21. August 2016 | 21. August 2016 |

#### Viertelfinale
| 17. August 2016 10:00 Uhr | Brasilien             | 27:34        | Frankreich            | Future Arena, Rio de Janeiro Schiedsrichter: Horáček, Novotný |
| 17. August 2016 10:00 Uhr | meiste Tore: Petrus 6 | (16:16)      | meiste Tore: Guigou 8 | Future Arena, Rio de Janeiro Schiedsrichter: Horáček, Novotný |
| 17. August 2016 10:00 Uhr | Strafen: 3× 4×        | Spielbericht | Strafen: 2× 3×        | Future Arena, Rio de Janeiro Schiedsrichter: Horáček, Novotný |

| 17. August 2016 13:30 Uhr | Deutschland                                 | 34:22        | Katar                 | Future Arena, Rio de Janeiro Zuschauer: 7.518 Schiedsrichter: Lah, Sok |
| 17. August 2016 13:30 Uhr | meiste Tore: Gensheimer, Reichmann, Wiede 5 | (16:12)      | meiste Tore: Capote 9 | Future Arena, Rio de Janeiro Zuschauer: 7.518 Schiedsrichter: Lah, Sok |
| 17. August 2016 13:30 Uhr | Strafen: 3× 5×                              | Spielbericht | Strafen: 3× 1×        | Future Arena, Rio de Janeiro Zuschauer: 7.518 Schiedsrichter: Lah, Sok |

| 17. August 2016 17:00 Uhr | Dänemark                    | 37:30        | Slowenien                   | Future Arena, Rio de Janeiro Zuschauer: 7.435 Schiedsrichter: Raluy, Sabroso Ramirez |
| 17. August 2016 17:00 Uhr | meiste Tore: Svan, Hansen 8 | (16:13)      | meiste Tore: Janc, Bezjak 6 | Future Arena, Rio de Janeiro Zuschauer: 7.435 Schiedsrichter: Raluy, Sabroso Ramirez |
| 17. August 2016 17:00 Uhr | Strafen: 3× 5×              | Spielbericht | Strafen: 4× 8×              | Future Arena, Rio de Janeiro Zuschauer: 7.435 Schiedsrichter: Raluy, Sabroso Ramirez |

| 17. August 2016 20:30 Uhr | Kroatien                        | 27:30        | Polen                    | Future Arena, Rio de Janeiro Zuschauer: 8.265 Schiedsrichter: Geipel, Helbig |
| 17. August 2016 20:30 Uhr | meiste Tore: Stepančić, Čupić 7 | (14:18)      | meiste Tore: Bielecki 12 | Future Arena, Rio de Janeiro Zuschauer: 8.265 Schiedsrichter: Geipel, Helbig |
| 17. August 2016 20:30 Uhr | Strafen: 4× 2× 1×               | Spielbericht | Strafen: 2×              | Future Arena, Rio de Janeiro Zuschauer: 8.265 Schiedsrichter: Geipel, Helbig |

#### Halbfinale
| 19. August 2016 15:30 Uhr | Frankreich              | 29:28        | Deutschland                | Future Arena, Rio de Janeiro Zuschauer: 8.795 Schiedsrichter: Hansen, Gjeding |
| 19. August 2016 15:30 Uhr | meiste Tore: Narcisse 7 | (16:13)      | meiste Tore: Gensheimer 11 | Future Arena, Rio de Janeiro Zuschauer: 8.795 Schiedsrichter: Hansen, Gjeding |
| 19. August 2016 15:30 Uhr | Strafen: 3× 4×          | Spielbericht | Strafen: 3× 5×             | Future Arena, Rio de Janeiro Zuschauer: 8.795 Schiedsrichter: Hansen, Gjeding |

| 19. August 2016 20:30 Uhr | Polen                   | 28:29 n. V.      | Dänemark               | Future Arena, Rio de Janeiro Zuschauer: 8.689 Schiedsrichter: Horáček, Novotný |
| 19. August 2016 20:30 Uhr | meiste Tore: Bielecki 7 | (15:16), (25:25) | meiste Tore: Hansen 10 | Future Arena, Rio de Janeiro Zuschauer: 8.689 Schiedsrichter: Horáček, Novotný |
| 19. August 2016 20:30 Uhr | Strafen: 4× 3×          | Spielbericht     | Strafen: 3×            | Future Arena, Rio de Janeiro Zuschauer: 8.689 Schiedsrichter: Horáček, Novotný |

#### Spiel um Platz 3
| 21. August 2016 10:30 Uhr | Deutschland              | 31:25        | Polen                                 | Future Arena, Rio de Janeiro Schiedsrichter: Horáček, Novotný |
| 21. August 2016 10:30 Uhr | meiste Tore: Reichmann 7 | (17:13)      | meiste Tore: Lijewski, Krajewski je 5 | Future Arena, Rio de Janeiro Schiedsrichter: Horáček, Novotný |
| 21. August 2016 10:30 Uhr | Strafen: 3× 5×           | Spielbericht | Strafen: 1× 5×                        | Future Arena, Rio de Janeiro Schiedsrichter: Horáček, Novotný |

#### Finale
| 21. August 2016 14:00 Uhr | Dänemark              | 28:26        | Frankreich            | Future Arena, Rio de Janeiro Schiedsrichter: Raluy, Sabroso Ramirez |
| 21. August 2016 14:00 Uhr | meiste Tore: Hansen 8 | (16:14)      | meiste Tore: Guigou 6 | Future Arena, Rio de Janeiro Schiedsrichter: Raluy, Sabroso Ramirez |
| 21. August 2016 14:00 Uhr | Strafen: 2× 4×        | Spielbericht | Strafen: 3× 2×        | Future Arena, Rio de Janeiro Schiedsrichter: Raluy, Sabroso Ramirez |

### Torschützenliste
| Pl. | Spieler          | Team        | Spiele | Tore | FT | 7m |
| --- | ---------------- | ----------- | ------ | ---- | -- | -- |
| 1   | Karol Bielecki   | Polen       | 8      | 55   | 34 | 21 |
| 2   | Mikkel Hansen    | Dänemark    | 8      | 54   | 39 | 15 |
| 3   | Uwe Gensheimer   | Deutschland | 8      | 49   | 29 | 20 |
|     | Lasse Svan       | Dänemark    | 8      | 49   | 49 | 0  |
| 5   | Tobias Reichmann | Deutschland | 8      | 41   | 39 | 2  |
| 6   | Rafael Capote    | Katar       | 6      | 40   | 40 | 0  |
| 7   | Michaël Guigou   | Frankreich  | 8      | 39   | 20 | 19 |
| 8   | Michał Daszek    | Polen       | 8      | 33   | 33 | 0  |
|     | Žarko Marković   | Katar       | 6      | 33   | 22 | 11 |
| 10  | Daniel Narcisse  | Frankreich  | 8      | 32   | 32 | 0  |
|     | Valentin Porte   | Frankreich  | 8      | 32   | 32 | 0  |

FT – Feldtore, 7m – Siebenmeter

### Allstar-Team
| Position                    | Name                   | Land        |
| --------------------------- | ---------------------- | ----------- |
| Tor:                        | Niklas Landin Jacobsen | Dänemark    |
| Linksaußen:                 | Uwe Gensheimer         | Deutschland |
| Rückraum links:             | Mikkel Hansen          | Dänemark    |
| Rückraum Mitte:             | Nikola Karabatić       | Frankreich  |
| Rückraum rechts:            | Valentin Porte         | Frankreich  |
| Rechtsaußen:                | Lasse Svan             | Dänemark    |
| Kreis:                      | Cédric Sorhaindo       | Frankreich  |
| MVP (Wertvollster Spieler): | Mikkel Hansen          | Dänemark    |

### Einschaltquoten
Einschaltquoten der Übertragung der deutschen Handballnationalmannschaft durch das ZDF.
| Spiel | Datum         | Uhrzeit | Zuschauer | Marktanteil | Quelle |
| ----- | ------------- | ------- | --------- | ----------- | ------ |
| 1     | 7. Aug. 2016  | 16.30   | 3,30 Mio. | 23,8 %      | [ 2 ]  |
| 2     | 9. Aug. 2016  | 16.30   | 3,37 Mio. | 25,6 %      | [ 3 ]  |
| 3     | 11. Aug. 2016 | 21.40   |           | 27,6 %      | [ 4 ]  |
| 4     | 13. Aug. 2016 | 14.30   | 2,82 Mio. |             | [ 5 ]  |
| 5     | 15. Aug. 2016 | 16.30   | 3,89 Mio. | 29,9 %      |        |
| 6     | 17. Aug. 2016 | 18.30   | 4,55 Mio. | 22,9 %      |        |
| 7     | 19. Aug. 2016 | 20.30   | 5,48 Mio. | 20,7 %      | [ 6 ]  |
| 8     | 21. Aug. 2016 | 14.00   | 3,95 Mio. | 24,4 %      | [ 7 ]  |

## Frauen

### Medaillengewinnerinnen
| Platz | Land | Sportlerinnen |
| ----- | ---- | --- |
| 1     | RUS  | Anna Sedoikina, Wiktorija Kalinina, Tatjana Jerochina, Anna Wjachirewa, Marina Sudakowa, Irina Blisnowa, Anna Sen, Jekaterina Iljina, Darja Dmitrijewa, Polina Kusnezowa, Jekaterina Marennikowa, Olga Akopjan, Wladlena Bobrownikowa, Wiktorija Schilinskaite, Maja Petrowa Trainer: Jewgeni Trefilow          |
| 2     | FRA  | Laura Glauser, Blandine Dancette, Camille Ayglon-Saurina, Allison Pineau, Laurisa Landre, Grâce Zaadi, Amandine Leynaud, Manon Houette, Siraba Dembélé, Chloé Bulleux, Béatrice Edwige, Estelle Nze Minko, Gnonsiane Niombla, Alexandra Lacrabère, Marie Prouvensier, Tamara Horacek Trainer: Olivier Krumbholz |
| 3     | NOR  | Kari Aalvik Grimsbø, Katrine Lunde Haraldsen, Camilla Herrem, Sanna Solberg, Nora Mørk, Amanda Kurtović, Marit Malm Frafjord, Linn-Kristin Riegelhuth Koren, Stine Bredal Oftedal, Veronica Kristiansen, Ida Alstad, Emilie Hegh Arntzen, Heidi Løke, Mari Molid Trainer: Þórir Hergeirsson                     |

### Auslosung
Die Auslosung fand am 29. April 2016 statt. Die Lostöpfe waren am 10. April 2016 bekannt gegeben worden.
| Topf 1               | Topf 2            | Topf 3              | Topf 4               | Topf 5              | Topf 6          |
| -------------------- | ----------------- | ------------------- | -------------------- | ------------------- | --------------- |
| Norwegen Niederlande | Rumänien Russland | Schweden Montenegro | Frankreich Brasilien | Spanien Argentinien | Südkorea Angola |

### Vorrunde

#### Gruppe A
| Pl. | Land       | Sp. | S | U | N | Tore      | Diff. | Punkte |
| --- | ---------- | --- | - | - | - | --------- | ----- | ------ |
| 1.  | Brasilien  | 5   | 4 | 0 | 1 | 0138:1170 | +21   | 8      |
| 2.  | Norwegen   | 5   | 4 | 0 | 1 | 0141:1210 | +20   | 8      |
| 3.  | Spanien    | 5   | 3 | 0 | 2 | 0125:1160 | +9    | 6      |
| 4.  | Angola     | 5   | 2 | 0 | 3 | 0116:1280 | −12   | 4      |
| 5.  | Rumänien   | 5   | 2 | 0 | 3 | 0108:1190 | −11   | 4      |
| 6.  | Montenegro | 5   | 0 | 0 | 5 | 0107:1340 | −27   | 0      |

| 6. August 2016 9:30 Uhr | Norwegen             | 28:31        | Brasilien                      | Future Arena, Rio de Janeiro Zuschauer: 7.780 Schiedsrichter: Horáček, Novotný |
| 6. August 2016 9:30 Uhr | meiste Tore: Mørk 12 | (16:17)      | meiste Tore: Rodrigues Belo 12 | Future Arena, Rio de Janeiro Zuschauer: 7.780 Schiedsrichter: Horáček, Novotný |
| 6. August 2016 9:30 Uhr | Strafen: 2×          | Spielbericht | Strafen: 2× 8× 1×              | Future Arena, Rio de Janeiro Zuschauer: 7.780 Schiedsrichter: Horáček, Novotný |

| 6. August 2016 16:40 Uhr | Montenegro                  | 19:25        | Spanien                                      | Future Arena, Rio de Janeiro Zuschauer: 8.115 Schiedsrichter: C. Bonaventura, J. Bonaventura |
| 6. August 2016 16:40 Uhr | meiste Tore: K. Bulatović 5 | (10:14)      | meiste Tore: Alberto, Pinedo, Pena, Cabral 4 | Future Arena, Rio de Janeiro Zuschauer: 8.115 Schiedsrichter: C. Bonaventura, J. Bonaventura |
| 6. August 2016 16:40 Uhr | Strafen: 2× 4×              | Spielbericht | Strafen: 3× 1×                               | Future Arena, Rio de Janeiro Zuschauer: 8.115 Schiedsrichter: C. Bonaventura, J. Bonaventura |

| 6. August 2016 19:50 Uhr | Rumänien             | 19:23        | Angola                | Future Arena, Rio de Janeiro Zuschauer: 4.465 Schiedsrichter: Koo, Lee |
| 6. August 2016 19:50 Uhr | meiste Tore: Neagu 8 | (9:11)       | meiste Tore: Guialo 5 | Future Arena, Rio de Janeiro Zuschauer: 4.465 Schiedsrichter: Koo, Lee |
| 6. August 2016 19:50 Uhr | Strafen: 2×          | Spielbericht | Strafen: 3× 5×        | Future Arena, Rio de Janeiro Zuschauer: 4.465 Schiedsrichter: Koo, Lee |

| 8. August 2016 14:40 Uhr | Spanien                       | 24:27        | Norwegen                   | Future Arena, Rio de Janeiro Zuschauer: 5.238 Schiedsrichter: Geipel, Helbig |
| 8. August 2016 14:40 Uhr | meiste Tore: Cabral Barbosa 5 | (10:11)      | meiste Tore: Kristiansen 7 | Future Arena, Rio de Janeiro Zuschauer: 5.238 Schiedsrichter: Geipel, Helbig |
| 8. August 2016 14:40 Uhr | Strafen: 2× 3×                | Spielbericht | Strafen: 4× 7×             | Future Arena, Rio de Janeiro Zuschauer: 5.238 Schiedsrichter: Geipel, Helbig |

| 8. August 2016 16:40 Uhr | Brasilien                     | 26:13        | Rumänien             | Future Arena, Rio de Janeiro Zuschauer: 7.858 Schiedsrichter: C. Bonaventura, J. Bonaventura |
| 8. August 2016 16:40 Uhr | meiste Tore: Rodrigues Belo 8 | (14:9)       | meiste Tore: Neagu 6 | Future Arena, Rio de Janeiro Zuschauer: 7.858 Schiedsrichter: C. Bonaventura, J. Bonaventura |
| 8. August 2016 16:40 Uhr | Strafen: 2× 1×                | Spielbericht | Strafen: 2× 4×       | Future Arena, Rio de Janeiro Zuschauer: 7.858 Schiedsrichter: C. Bonaventura, J. Bonaventura |

| 8. August 2016 21:50 Uhr | Angola                | 27:25        | Montenegro                  | Future Arena, Rio de Janeiro Zuschauer: 5.975 Schiedsrichter: Alpaidse, Berjoskina |
| 8. August 2016 21:50 Uhr | meiste Tore: Guialo 7 | (12:12)      | meiste Tore: K. Bulatović 9 | Future Arena, Rio de Janeiro Zuschauer: 5.975 Schiedsrichter: Alpaidse, Berjoskina |
| 8. August 2016 21:50 Uhr | Strafen: 2× 8× 1×     | Spielbericht | Strafen: 2× 4×              | Future Arena, Rio de Janeiro Zuschauer: 5.975 Schiedsrichter: Alpaidse, Berjoskina |

| 10. August 2016 9:30 Uhr | Brasilien               | 24:29        | Spanien             | Future Arena, Rio de Janeiro Zuschauer: 8.495 Schiedsrichter: Koo, Lee |
| 10. August 2016 9:30 Uhr | meiste Tore: da Silva 7 | (12:15)      | meiste Tore: Pena 8 | Future Arena, Rio de Janeiro Zuschauer: 8.495 Schiedsrichter: Koo, Lee |
| 10. August 2016 9:30 Uhr | Strafen: 3× 5×          | Spielbericht | Strafen: 4× 8×      | Future Arena, Rio de Janeiro Zuschauer: 8.495 Schiedsrichter: Koo, Lee |

| 10. August 2016 11:30 Uhr | Rumänien              | 25:21        | Montenegro                  | Future Arena, Rio de Janeiro Zuschauer: 5.218 Schiedsrichter: Rashed, El-Sayed |
| 10. August 2016 11:30 Uhr | meiste Tore: Neagu 10 | (11:9)       | meiste Tore: K. Bulatović 9 | Future Arena, Rio de Janeiro Zuschauer: 5.218 Schiedsrichter: Rashed, El-Sayed |
| 10. August 2016 11:30 Uhr | Strafen: 3× 4×        | Spielbericht | Strafen: 4×                 | Future Arena, Rio de Janeiro Zuschauer: 5.218 Schiedsrichter: Rashed, El-Sayed |

| 10. August 2016 16:40 Uhr | Norwegen            | 30:20        | Angola                | Future Arena, Rio de Janeiro Zuschauer: 6.332 Schiedsrichter: C. Bonaventura, J. Bonaventura |
| 10. August 2016 16:40 Uhr | meiste Tore: Mørk 8 | (16:9)       | meiste Tore: Guialo 8 | Future Arena, Rio de Janeiro Zuschauer: 6.332 Schiedsrichter: C. Bonaventura, J. Bonaventura |
| 10. August 2016 16:40 Uhr | Strafen: 2× 3×      | Spielbericht | Strafen: 2× 4× 1×     | Future Arena, Rio de Janeiro Zuschauer: 6.332 Schiedsrichter: C. Bonaventura, J. Bonaventura |

| 12. August 2016 9:30 Uhr | Angola                  | 24:28        | Brasilien                     | Future Arena, Rio de Janeiro Zuschauer: 8.473 Schiedsrichter: Røen, Arntsen |
| 12. August 2016 9:30 Uhr | meiste Tore: Bernardo 8 | (13:13)      | meiste Tore: Rodrigues Belo 7 | Future Arena, Rio de Janeiro Zuschauer: 8.473 Schiedsrichter: Røen, Arntsen |
| 12. August 2016 9:30 Uhr | Strafen: 2× 5×          | Spielbericht | Strafen: 4×                   | Future Arena, Rio de Janeiro Zuschauer: 8.473 Schiedsrichter: Røen, Arntsen |

| 12. August 2016 14:40 Uhr | Rumänien             | 24:21        | Spanien                                | Future Arena, Rio de Janeiro Zuschauer: 7.023 Schiedsrichter: C. Bonaventura, J. Bonaventura |
| 12. August 2016 14:40 Uhr | meiste Tore: Neagu 9 | (13:11)      | meiste Tore: Martín, Pena, Cabral je 4 | Future Arena, Rio de Janeiro Zuschauer: 7.023 Schiedsrichter: C. Bonaventura, J. Bonaventura |
| 12. August 2016 14:40 Uhr | Strafen: 2×          | Spielbericht | Strafen: 3× 1×                         | Future Arena, Rio de Janeiro Zuschauer: 7.023 Schiedsrichter: C. Bonaventura, J. Bonaventura |

| 12. August 2016 16:40 Uhr | Montenegro              | 19:28        | Norwegen            | Future Arena, Rio de Janeiro Zuschauer: 6.460 Schiedsrichter: Coulibaly, Diabaté |
| 12. August 2016 16:40 Uhr | meiste Tore: Jauković 5 | (11:16)      | meiste Tore: Mørk 6 | Future Arena, Rio de Janeiro Zuschauer: 6.460 Schiedsrichter: Coulibaly, Diabaté |
| 12. August 2016 16:40 Uhr | Strafen: 2× 5×          | Spielbericht | Strafen: 3× 4×      | Future Arena, Rio de Janeiro Zuschauer: 6.460 Schiedsrichter: Coulibaly, Diabaté |

| 14. August 2016 9:30 Uhr | Montenegro               | 23:29        | Brasilien                     | Future Arena, Rio de Janeiro Zuschauer: 8.708 Schiedsrichter: Mousavian, Kolahdouzan |
| 14. August 2016 9:30 Uhr | meiste Tore: Pavićević 6 | (10:12)      | meiste Tore: Rodrigues Belo 6 | Future Arena, Rio de Janeiro Zuschauer: 8.708 Schiedsrichter: Mousavian, Kolahdouzan |
| 14. August 2016 9:30 Uhr | Strafen: 4× 5×           | Spielbericht | Strafen: 3×                   | Future Arena, Rio de Janeiro Zuschauer: 8.708 Schiedsrichter: Mousavian, Kolahdouzan |

| 14. August 2016 16:40 Uhr | Norwegen                   | 28:27        | Rumänien              | Future Arena, Rio de Janeiro Zuschauer: 8.304 Schiedsrichter: Alpaidse, Berjoskina |
| 14. August 2016 16:40 Uhr | meiste Tore: Kristiansen 7 | (14:13)      | meiste Tore: Neagu 11 | Future Arena, Rio de Janeiro Zuschauer: 8.304 Schiedsrichter: Alpaidse, Berjoskina |
| 14. August 2016 16:40 Uhr | Strafen: 3× 6×             | Spielbericht | Strafen: 3× 6×        | Future Arena, Rio de Janeiro Zuschauer: 8.304 Schiedsrichter: Alpaidse, Berjoskina |

| 14. August 2016 19:50 Uhr | Spanien                       | 26:22        | Angola                | Future Arena, Rio de Janeiro Zuschauer: 8.325 Schiedsrichter: Pinto, Menezes |
| 14. August 2016 19:50 Uhr | meiste Tore: Martín, Cabral 7 | (13:12)      | meiste Tore: Guialo 6 | Future Arena, Rio de Janeiro Zuschauer: 8.325 Schiedsrichter: Pinto, Menezes |
| 14. August 2016 19:50 Uhr | Strafen: 4× 5×                | Spielbericht | Strafen: 3× 8×        | Future Arena, Rio de Janeiro Zuschauer: 8.325 Schiedsrichter: Pinto, Menezes |

#### Gruppe B
| Pl. | Land        | Sp. | S | U | N | Tore      | Diff. | Punkte |
| --- | ----------- | --- | - | - | - | --------- | ----- | ------ |
| 1.  | Russland    | 5   | 5 | 0 | 0 | 0165:1470 | +18   | 10     |
| 2.  | Frankreich  | 5   | 4 | 0 | 1 | 0118:930  | +25   | 8      |
| 3.  | Schweden    | 5   | 2 | 1 | 2 | 0150:1410 | +9    | 5      |
| 4.  | Niederlande | 5   | 1 | 2 | 2 | 0135:1350 | ±0    | 4      |
| 5.  | Südkorea    | 5   | 1 | 1 | 3 | 0128:1360 | −8    | 3      |
| 6.  | Argentinien | 5   | 0 | 0 | 5 | 0101:1450 | −44   | 0      |

| 6. August 2016 11:30 Uhr | Niederlande                                      | 14:18        | Frankreich                       | Future Arena, Rio de Janeiro Zuschauer: 8.452 Schiedsrichter: Røen, Arntsen |
| 6. August 2016 11:30 Uhr | meiste Tore: Abbing, Van der Heijden, Groot je 3 | (6:10)       | meiste Tore: Pineau, Lacrabère 5 | Future Arena, Rio de Janeiro Zuschauer: 8.452 Schiedsrichter: Røen, Arntsen |
| 6. August 2016 11:30 Uhr | Strafen: 3× 5×                                   | Spielbericht | Strafen: 3×                      | Future Arena, Rio de Janeiro Zuschauer: 8.452 Schiedsrichter: Røen, Arntsen |

| 6. August 2016 14:40 Uhr | Russland                | 30:25        | Südkorea                 | Future Arena, Rio de Janeiro Zuschauer: 6.975 Schiedsrichter: Santos, Fonseca |
| 6. August 2016 14:40 Uhr | meiste Tore: Sudakowa 6 | (12:13)      | meiste Tore: Jung, Kim 6 | Future Arena, Rio de Janeiro Zuschauer: 6.975 Schiedsrichter: Santos, Fonseca |
| 6. August 2016 14:40 Uhr | Strafen: 3×             | Spielbericht | Strafen: 4× 7×           | Future Arena, Rio de Janeiro Zuschauer: 6.975 Schiedsrichter: Santos, Fonseca |

| 6. August 2016 21:50 Uhr | Schweden              | 31:21        | Argentinien            | Future Arena, Rio de Janeiro Zuschauer: 6.575 Schiedsrichter: Coulibaly, Diabaté |
| 6. August 2016 21:50 Uhr | meiste Tore: Hagman 6 | (13:9)       | meiste Tore: Mendoza 5 | Future Arena, Rio de Janeiro Zuschauer: 6.575 Schiedsrichter: Coulibaly, Diabaté |
| 6. August 2016 21:50 Uhr | Strafen: 3× 5×        | Spielbericht | Strafen: 1× 6×         | Future Arena, Rio de Janeiro Zuschauer: 6.575 Schiedsrichter: Coulibaly, Diabaté |

| 8. August 2016 9:30 Uhr | Südkorea           | 28:31        | Schweden              | Future Arena, Rio de Janeiro Zuschauer: 3.875 Schiedsrichter: Røen, Arntsen |
| 8. August 2016 9:30 Uhr | meiste Tore: Woo 7 | (15:16)      | meiste Tore: Hagman 7 | Future Arena, Rio de Janeiro Zuschauer: 3.875 Schiedsrichter: Røen, Arntsen |
| 8. August 2016 9:30 Uhr | Strafen: 4× 3×     | Spielbericht | Strafen: 4× 5×        | Future Arena, Rio de Janeiro Zuschauer: 3.875 Schiedsrichter: Røen, Arntsen |

| 8. August 2016 11:30 Uhr | Frankreich                | 25:26        | Russland                 | Future Arena, Rio de Janeiro Zuschauer: 4.980 Schiedsrichter: Lah, Sok |
| 8. August 2016 11:30 Uhr | meiste Tore: Lacrabère 11 | (10:15)      | meiste Tore: Kusnezowa 6 | Future Arena, Rio de Janeiro Zuschauer: 4.980 Schiedsrichter: Lah, Sok |
| 8. August 2016 11:30 Uhr | Strafen: 3× 6×            | Spielbericht | Strafen: 4×              | Future Arena, Rio de Janeiro Zuschauer: 4.980 Schiedsrichter: Lah, Sok |

| 8. August 2016 19:50 Uhr | Argentinien            | 18:26        | Niederlande           | Future Arena, Rio de Janeiro Zuschauer: 8.975 Schiedsrichter: Mousavian, Kolahdouzan |
| 8. August 2016 19:50 Uhr | meiste Tore: Mendoza 3 | (8:13)       | meiste Tore: Polman 6 | Future Arena, Rio de Janeiro Zuschauer: 8.975 Schiedsrichter: Mousavian, Kolahdouzan |
| 8. August 2016 19:50 Uhr | Strafen: 3× 5×         | Spielbericht | Strafen: 3× 10×       | Future Arena, Rio de Janeiro Zuschauer: 8.975 Schiedsrichter: Mousavian, Kolahdouzan |

| 10. August 2016 14:40 Uhr | Russland                                   | 36:34        | Schweden                | Future Arena, Rio de Janeiro Zuschauer: 5.681 Schiedsrichter: Pinto, Menezes |
| 10. August 2016 14:40 Uhr | meiste Tore: Bobrownikowa, Dmitrijewa je 6 | (15:18)      | meiste Tore: Gulldén 11 | Future Arena, Rio de Janeiro Zuschauer: 5.681 Schiedsrichter: Pinto, Menezes |
| 10. August 2016 14:40 Uhr | Strafen: 4× 3× 1×                          | Spielbericht | Strafen: 3× 6×          | Future Arena, Rio de Janeiro Zuschauer: 5.681 Schiedsrichter: Pinto, Menezes |

| 10. August 2016 19:50 Uhr | Niederlande                    | 32:32        | Südkorea             | Future Arena, Rio de Janeiro Zuschauer: 6.248 Schiedsrichter: Raluy, Sabroso |
| 10. August 2016 19:50 Uhr | meiste Tore: Broch, Groot je 7 | (18:17)      | meiste Tore: Gwon 11 | Future Arena, Rio de Janeiro Zuschauer: 6.248 Schiedsrichter: Raluy, Sabroso |
| 10. August 2016 19:50 Uhr | Strafen: 2× 5×                 | Spielbericht | Strafen: 4× 3×       | Future Arena, Rio de Janeiro Zuschauer: 6.248 Schiedsrichter: Raluy, Sabroso |

| 10. August 2016 21:50 Uhr | Frankreich             | 27:11        | Argentinien             | Future Arena, Rio de Janeiro Zuschauer: 7.184 Schiedsrichter: Alpaidse, Berjoskina |
| 10. August 2016 21:50 Uhr | meiste Tore: Houette 8 | (15:4)       | meiste Tore: Campigli 4 | Future Arena, Rio de Janeiro Zuschauer: 7.184 Schiedsrichter: Alpaidse, Berjoskina |
| 10. August 2016 21:50 Uhr | Strafen: 3× 4×         | Spielbericht | Strafen: 2× 7×          | Future Arena, Rio de Janeiro Zuschauer: 7.184 Schiedsrichter: Alpaidse, Berjoskina |

| 12. August 2016 11:30 Uhr | Schweden               | 29:29        | Niederlande              | Future Arena, Rio de Janeiro Zuschauer: 5.958 Schiedsrichter: Alpaidse, Berjoskina |
| 12. August 2016 11:30 Uhr | meiste Tore: Hagman 14 | (16:13)      | meiste Tore: Malestein 5 | Future Arena, Rio de Janeiro Zuschauer: 5.958 Schiedsrichter: Alpaidse, Berjoskina |
| 12. August 2016 11:30 Uhr | Strafen: 3×            | Spielbericht | Strafen: 2× 1×           | Future Arena, Rio de Janeiro Zuschauer: 5.958 Schiedsrichter: Alpaidse, Berjoskina |

| 12. August 2016 19:50 Uhr | Russland                  | 35:29        | Argentinien          | Future Arena, Rio de Janeiro Zuschauer: 6.948 Schiedsrichter: Mousavian, Kolahdouzan |
| 12. August 2016 19:50 Uhr | meiste Tore: Wjachirewa 7 | (20:18)      | meiste Tore: Pizzo 6 | Future Arena, Rio de Janeiro Zuschauer: 6.948 Schiedsrichter: Mousavian, Kolahdouzan |
| 12. August 2016 19:50 Uhr | Strafen: 3× 11×           | Spielbericht | Strafen: 4× 7×       | Future Arena, Rio de Janeiro Zuschauer: 6.948 Schiedsrichter: Mousavian, Kolahdouzan |

| 12. August 2016 21:50 Uhr | Südkorea            | 17:21        | Frankreich               | Future Arena, Rio de Janeiro Schiedsrichter: Hansen, Gjeding |
| 12. August 2016 21:50 Uhr | meiste Tore: Song 5 | (11:11)      | meiste Tore: Lacrabère 7 | Future Arena, Rio de Janeiro Schiedsrichter: Hansen, Gjeding |
| 12. August 2016 21:50 Uhr | Strafen: 1× 3×      | Spielbericht | Strafen: 4× 6×           | Future Arena, Rio de Janeiro Schiedsrichter: Hansen, Gjeding |

| 14. August 2016 11:30 Uhr | Schweden               | 25:27        | Frankreich               | Future Arena, Rio de Janeiro Zuschauer: 5.108 Schiedsrichter: Røen, Arntsen |
| 14. August 2016 11:30 Uhr | meiste Tore: Roberts 8 | (13:15)      | meiste Tore: Lacrabère 8 | Future Arena, Rio de Janeiro Zuschauer: 5.108 Schiedsrichter: Røen, Arntsen |
| 14. August 2016 11:30 Uhr | Strafen: 2×            | Spielbericht | Strafen: 4× 1×           | Future Arena, Rio de Janeiro Zuschauer: 5.108 Schiedsrichter: Røen, Arntsen |

| 14. August 2016 14:40 Uhr | Niederlande            | 34:38        | Russland              | Future Arena, Rio de Janeiro Zuschauer: 8.542 Schiedsrichter: Lah, Sok |
| 14. August 2016 14:40 Uhr | meiste Tore: Polman 12 | (16:17)      | meiste Tore: Iljina 8 | Future Arena, Rio de Janeiro Zuschauer: 8.542 Schiedsrichter: Lah, Sok |
| 14. August 2016 14:40 Uhr | Strafen: 3× 6×         | Spielbericht | Strafen: 2× 4×        | Future Arena, Rio de Janeiro Zuschauer: 8.542 Schiedsrichter: Lah, Sok |

| 14. August 2016 21:50 Uhr | Argentinien            | 22:28        | Südkorea             | Future Arena, Rio de Janeiro Zuschauer: 4.495 Schiedsrichter: C. Bonaventura, J. Bonaventura |
| 14. August 2016 21:50 Uhr | meiste Tore: Mendoza 6 | (10:12)      | meiste Tore: Gwon 11 | Future Arena, Rio de Janeiro Zuschauer: 4.495 Schiedsrichter: C. Bonaventura, J. Bonaventura |
| 14. August 2016 21:50 Uhr | Strafen: 3× 5×         | Spielbericht | Strafen: 3× 2×       | Future Arena, Rio de Janeiro Zuschauer: 4.495 Schiedsrichter: C. Bonaventura, J. Bonaventura |

### Finalrunde
|  | Viertelfinale   | Viertelfinale   |                 |                 | Halbfinale       | Halbfinale |  |  | Finale          | Finale          |
|  |                 |                 |                 |                 |                  |            |  |  |                 |                 |
|  | 16. August 2016 |                 |                 |                 |                  |            |  |  |                 |                 |
|  | Brasilien       | 23              |                 |                 |                  |            |  |  |                 |                 |
|  | Brasilien       | 23              | 18. August 2016 |                 |                  |            |  |  |                 |                 |
|  | Niederlande     | 32              |                 |                 |                  |            |  |  |                 |                 |
|  | Niederlande     | 32              | Niederlande     | 23              |                  |            |  |  |                 |                 |
|  |                 |                 | Niederlande     | 23              |                  |            |  |  |                 |                 |
|  |                 | Frankreich      | 24              |                 |                  |            |  |  |                 |                 |
|  | Frankreich      | Frankreich      | 24              | 27              |                  |            |  |  |                 |                 |
|  | Frankreich      |                 |                 | 27              |                  |            |  |  |                 |                 |
|  | Spanien         | 26              |                 | 20. August 2016 | 20. August 2016  |            |  |  |                 |                 |
|  | 16. August 2016 | 16. August 2016 | Frankreich      | 19              |                  |            |  |  |                 |                 |
|  | 16. August 2016 | 16. August 2016 |                 | Russland        | 22               |            |  |  |                 |                 |
|  | Norwegen        | 33              |                 |                 |                  |            |  |  |                 |                 |
|  | Schweden        | 20              |                 |                 |                  |            |  |  |                 |                 |
|  | Schweden        | 20              | Norwegen        | 37              |                  |            |  |  |                 |                 |
|  |                 |                 | Norwegen        | 37              | Spiel um Platz 3 |            |  |  |                 |                 |
|  |                 | Russland        | 38              |                 |                  |            |  |  |                 |                 |
|  | Russland        | Russland        | 38              | 31              | Niederlande      | 26         |  |  |                 |                 |
|  | Russland        | 18. August 2016 |                 | 31              | Niederlande      | 26         |  |  |                 |                 |
|  | Angola          | 27              |                 | Norwegen        | 36               |            |  |  |                 |                 |
|  | Angola          | 27              |                 |                 | 36               |            |  |  |                 |                 |
|  | 16. August 2016 | 16. August 2016 |                 |                 |                  |            |  |  | 20. August 2016 | 20. August 2016 |

#### Viertelfinale
| 16. August 2016 10:00 Uhr | Brasilien               | 23:32        | Niederlande           | Future Arena, Rio de Janeiro Zuschauer: 8.878 Schiedsrichter: Røen, Arntsen |
| 16. August 2016 10:00 Uhr | meiste Tore: da Silva 7 | (11:12)      | meiste Tore: Polman 7 | Future Arena, Rio de Janeiro Zuschauer: 8.878 Schiedsrichter: Røen, Arntsen |
| 16. August 2016 10:00 Uhr | Strafen: 4× 6×          | Spielbericht | Strafen: 3× 2×        | Future Arena, Rio de Janeiro Zuschauer: 8.878 Schiedsrichter: Røen, Arntsen |

| 16. August 2016 13:30 Uhr | Spanien              | 26:27 n. V.     | Frankreich               | Future Arena, Rio de Janeiro Schiedsrichter: Alpaidse, Berjoskina |
| 16. August 2016 13:30 Uhr | meiste Tore: Pena 13 | (12:5), (23:23) | meiste Tore: Lacrabère 7 | Future Arena, Rio de Janeiro Schiedsrichter: Alpaidse, Berjoskina |
| 16. August 2016 13:30 Uhr | Strafen: 4× 8× 1×    | Spielbericht    | Strafen: 2×              | Future Arena, Rio de Janeiro Schiedsrichter: Alpaidse, Berjoskina |

| 16. August 2016 17:00 Uhr | Schweden               | 20:33        | Norwegen               | Future Arena, Rio de Janeiro Schiedsrichter: C. Bonaventura, J. Bonaventura |
| 16. August 2016 17:00 Uhr | meiste Tore: Gulldén 9 | (7:19)       | meiste Tore: Oftedal 6 | Future Arena, Rio de Janeiro Schiedsrichter: C. Bonaventura, J. Bonaventura |
| 16. August 2016 17:00 Uhr | Strafen: 3× 1×         | Spielbericht | Strafen: 2× 1×         | Future Arena, Rio de Janeiro Schiedsrichter: C. Bonaventura, J. Bonaventura |

| 16. August 2016 20:30 Uhr | Russland                 | 31:27        | Angola                  | Future Arena, Rio de Janeiro Schiedsrichter: Pinto, Menezes |
| 16. August 2016 20:30 Uhr | meiste Tore: Kusnezowa 5 | (18:14)      | meiste Tore: Bernardo 8 | Future Arena, Rio de Janeiro Schiedsrichter: Pinto, Menezes |
| 16. August 2016 20:30 Uhr | Strafen: 2× 5×           | Spielbericht | Strafen: 3× 4×          | Future Arena, Rio de Janeiro Schiedsrichter: Pinto, Menezes |

#### Halbfinale
| 18. August 2016 15:30 Uhr | Niederlande                    | 23:24        | Frankreich            | Future Arena, Rio de Janeiro Schiedsrichter: Koo, Lee |
| 18. August 2016 15:30 Uhr | meiste Tore: van der Heijden 8 | (13:17)      | meiste Tore: Pineau 7 | Future Arena, Rio de Janeiro Schiedsrichter: Koo, Lee |
| 18. August 2016 15:30 Uhr | Strafen: 3× 2×                 | Spielbericht | Strafen: 2× 3×        | Future Arena, Rio de Janeiro Schiedsrichter: Koo, Lee |

| 18. August 2016 20:30 Uhr | Norwegen             | 37:38 n. V.      | Russland                    | Future Arena, Rio de Janeiro Schiedsrichter: Lah, Sok |
| 18. August 2016 20:30 Uhr | meiste Tore: Mørk 14 | (16:18), (31:31) | meiste Tore: Bobrownikowa 8 | Future Arena, Rio de Janeiro Schiedsrichter: Lah, Sok |
| 18. August 2016 20:30 Uhr | Strafen: 3× 7×       | Spielbericht     | Strafen: 4× 5×              | Future Arena, Rio de Janeiro Schiedsrichter: Lah, Sok |

#### Spiel um Platz 3
| 20. August 2016 11:30 Uhr | Niederlande          | 26:36        | Norwegen            | Future Arena, Rio de Janeiro Schiedsrichter: C. Bonaventura, J. Bonaventura |
| 20. August 2016 11:30 Uhr | meiste Tore: Groot 6 | (13:19)      | meiste Tore: Mørk 7 | Future Arena, Rio de Janeiro Schiedsrichter: C. Bonaventura, J. Bonaventura |
| 20. August 2016 11:30 Uhr | Strafen: 3×          | Spielbericht | Strafen: 1×         | Future Arena, Rio de Janeiro Schiedsrichter: C. Bonaventura, J. Bonaventura |

#### Finale
| 20. August 2016 15:30 Uhr | Frankreich                        | 19:22        | Russland                  | Future Arena, Rio de Janeiro Schiedsrichter: Røen, Arntsen |
| 20. August 2016 15:30 Uhr | meiste Tore: Pineau, Dembélé je 5 | (7:10)       | meiste Tore: Wjachirewa 5 | Future Arena, Rio de Janeiro Schiedsrichter: Røen, Arntsen |
| 20. August 2016 15:30 Uhr | Strafen: 2× 1×                    | Spielbericht | Strafen: 3× 2×            | Future Arena, Rio de Janeiro Schiedsrichter: Røen, Arntsen |

### Torschützenliste
| Pl. | Spieler                  | Team        | Spiele | Tore | FT | 7m |
| --- | ------------------------ | ----------- | ------ | ---- | -- | -- |
| 1   | Nora Mørk                | Norwegen    | 8      | 62   | 37 | 25 |
| 2   | Alexandra Lacrabère      | Frankreich  | 8      | 46   | 35 | 11 |
| 3   | Cristina Neagu           | Rumänien    | 5      | 44   | 30 | 14 |
| 4   | Nathalie Hagman          | Schweden    | 6      | 38   | 32 | 6  |
| 5   | Ana Paula Rodrigues Belo | Brasilien   | 6      | 37   | 31 | 6  |
|     | Veronica Kristiansen     | Norwegen    | 8      | 37   | 30 | 7  |
| 7   | Isabelle Gulldén         | Schweden    | 6      | 36   | 16 | 20 |
|     | Estavana Polman          | Niederlande | 8      | 36   | 30 | 6  |
|     | Anna Wjachirewa          | Russland    | 8      | 36   | 23 | 13 |
| 10  | Isabel Guialo            | Angola      | 6      | 35   | 15 | 20 |

FT – Feldtore, 7m – Siebenmeter

### Allstar-Team
| Position                     | Name                | Land       |
| ---------------------------- | ------------------- | ---------- |
| Tor:                         | Kari Aalvik Grimsbø | Norwegen   |
| Linksaußen:                  | Polina Kusnezowa    | Russland   |
| Rückraum links:              | Allison Pineau      | Frankreich |
| Rückraum Mitte:              | Darja Dmitrijewa    | Russland   |
| Rückraum rechts:             | Alexandra Lacrabère | Frankreich |
| Rechtsaußen:                 | Nathalie Hagman     | Schweden   |
| Kreis:                       | Heidi Løke          | Norwegen   |
| MVP (Wertvollste Spielerin): | Anna Wjachirewa     | Russland   |

## Qualifikation

### Qualifikationskriterien
Es nehmen 336 Athleten an den Wettbewerben teil, jeweils zwölf Mannschaften pro Geschlecht mit je 14 Spielern. Die folgenden Qualifikationskriterien zählten sowohl für Frauen als auch für Männer: Qualifiziert für das olympische Turnier haben sich der Weltmeister 2015 sowie die vier Sieger der kontinentalen Meisterschaften, die zwischen 2015 und 2016 ausgetragen wurden. (Asien und Ozeanien bilden zusammen einen Kontinentalverband). Brasilien ist als Gastgeber automatisch qualifiziert.
Letzte Qualifikationsmöglichkeit waren im Jahr 2016 drei Turniere pro Geschlecht, bei denen sich jeweils zwei Mannschaften qualifizierten. Teilgenommen haben an diesen Turnieren jeweils vier Mannschaften, die Plätze wurden nach dem Abschneiden bei Welt- und Kontinentalmeisterschaften vergeben. Es nahmen jeweils die sechs besten Mannschaften der Weltmeisterschaft teil, die noch nicht für das olympische Turnier qualifiziert waren. Hinzu kamen je zwei Mannschaften aus Europa und Asien sowie eine Mannschaft aus Amerika und Afrika.

### Übersicht aller Qualifikationswettbewerbe

#### Männer
| Qualifikationswettbewerb          | Datum                          | Austragungsort | Plätze | Qualifiziert |
| --------------------------------- | ------------------------------ | -------------- | ------ | ------------ |
| Gastgeber                         | 2. Oktober 2009                | Kopenhagen     | 1      | Brasilien    |
| Weltmeisterschaft 2015            | 15. Januar bis 1. Februar 2015 | Katar          | 1      | Frankreich   |
| Panamerikanische Spiele 2015      | 13. bis 30. Juli 2015          | Toronto        | 1      | Argentinien  |
| Asiatisches Qualifikationsturnier | 14. bis 27. November 2015      | Katar          | 1      | Katar        |
| Europameisterschaft 2016          | 15. bis 31. Januar 2016        | Polen          | 1      | Deutschland  |
| Afrikameisterschaft 2016          | 21. bis 30. Januar 2016        | Kairo          | 1      | Ägypten      |
| Olympia-Qualifikationsturniere    | 8. bis 10. April 2016          | Danzig         | 2      | Polen        |
| Olympia-Qualifikationsturniere    | 8. bis 10. April 2016          | Danzig         | 2      | Tunesien     |
| Olympia-Qualifikationsturniere    | 8. bis 10. April 2016          | Malmö          | 2      | Schweden     |
| Olympia-Qualifikationsturniere    | 8. bis 10. April 2016          | Malmö          | 2      | Slowenien    |
| Olympia-Qualifikationsturniere    | 8. bis 10. April 2016          | Herning        | 2      | Kroatien     |
| Olympia-Qualifikationsturniere    | 8. bis 10. April 2016          | Herning        | 2      | Dänemark     |
| Gesamt                            | Gesamt                         | Gesamt         | 12     |              |

#### Frauen
| Qualifikationswettbewerb            | Datum                    | Austragungsort    | Plätze | Qualifiziert |
| ----------------------------------- | ------------------------ | ----------------- | ------ | ------------ |
| Gastgeber                           | 2. Oktober 2009          | Kopenhagen        | 1      | Brasilien    |
| Weltmeisterschaft 2015              | 5. bis 20. Dezember 2015 | Dänemark          | 1      | Norwegen     |
| Panamerikanische Spiele 2015        | 13. bis 30. Juli 2015    | Toronto           | 1      | Argentinien  |
| Asiatisches Qualifikationsturnier   | 20. bis 25. Oktober 2015 | Japan             | 1      | Südkorea     |
| Europameisterschaft 2014            | 7. bis 21. Dezember 2014 | Ungarn / Kroatien | 1      | Spanien      |
| Afrikanisches Qualifikationsturnier | 19. bis 21. März 2015    | Luanda            | 1      | Angola       |
| Olympia-Qualifikationsturniere      | 18. bis 20. März 2016    | Metz              | 2      | Niederlande  |
| Olympia-Qualifikationsturniere      | 18. bis 20. März 2016    | Metz              | 2      | Frankreich   |
| Olympia-Qualifikationsturniere      | 18. bis 20. März 2016    | Aarhus            | 2      | Rumänien     |
| Olympia-Qualifikationsturniere      | 18. bis 20. März 2016    | Aarhus            | 2      | Montenegro   |
| Olympia-Qualifikationsturniere      | 18. bis 20. März 2016    | Astrachan         | 2      | Russland     |
| Olympia-Qualifikationsturniere      | 18. bis 20. März 2016    | Astrachan         | 2      | Schweden     |
| Gesamt                              | Gesamt                   | Gesamt            | 12     |              |

### Qualifikationsturniere

#### Männer
| 2016 Olympisches Qualifikationsturnier #1 | 2016 Olympisches Qualifikationsturnier #2 | 2016 Olympisches Qualifikationsturnier #3 |
| --- | --- | --- |
| - Platz 3 der Weltmeisterschaft: Polen - Platz 9 der Weltmeisterschaft: Nordmazedonien - Platz 3 der Panamerikanischen Spiele: Chile - Platz 2 der Afrikameisterschaft: Tunesien | - Platz 4 der Weltmeisterschaft: Spanien - Platz 8 der Weltmeisterschaft: Slowenien - Platz 2 des Asiatischen Qualifikationsturniers: Iran - Platz 8 der Europameisterschaft: Schweden | - Platz 5 der Weltmeisterschaft: Dänemark - Platz 6 der Weltmeisterschaft: Kroatien - Platz 4 der Europameisterschaft: Norwegen - Platz 3 des Asiatischen Qualifikationsturniers: Bahrain |

##### Qualifikationsturnier #1
Das Turnier fand vom 8. bis 10. April 2016 in Danzig statt.
| Pl. | Land           | Sp. | S | U | N | Tore     | Diff. | Punkte |
| --- | -------------- | --- | - | - | - | -------- | ----- | ------ |
| 1.  | Polen          | 3   | 3 | 0 | 0 | 088:710  | +17   | 6      |
| 2.  | Tunesien       | 3   | 2 | 0 | 1 | 091:830  | +8    | 4      |
| 3.  | Nordmazedonien | 3   | 1 | 0 | 2 | 076:840  | −8    | 2      |
| 4.  | Chile          | 3   | 0 | 0 | 3 | 083:1000 | −17   | 0      |

##### Qualifikationsturnier #2
Das Turnier fand vom 8. bis 10. April 2016 in Malmö statt.
| Pl. | Land      | Sp. | S | U | N | Tore     | Diff. | Punkte |
| --- | --------- | --- | - | - | - | -------- | ----- | ------ |
| 1.  | Slowenien | 3   | 2 | 0 | 1 | 080:620  | +18   | 4      |
| 2.  | Schweden  | 3   | 2 | 0 | 1 | 081:670  | +14   | 4      |
| 3.  | Spanien   | 3   | 2 | 0 | 1 | 083:700  | +13   | 4      |
| 4.  | Iran      | 3   | 0 | 0 | 3 | 059:1040 | −45   | 0      |

##### Qualifikationsturnier #3
Das Turnier fand vom 8. bis 10. April 2016 in Herning statt.
| Pl. | Land     | Sp. | S | U | N | Tore    | Diff. | Punkte |
| --- | -------- | --- | - | - | - | ------- | ----- | ------ |
| 1.  | Dänemark | 3   | 2 | 1 | 0 | 079:730 | +6    | 5      |
| 2.  | Kroatien | 3   | 2 | 0 | 1 | 084:710 | +13   | 4      |
| 3.  | Norwegen | 3   | 1 | 1 | 1 | 081:810 | ±0    | 3      |
| 4.  | Bahrain  | 3   | 0 | 0 | 3 | 075:940 | −19   | 0      |

#### Frauen
| 2016 Olympisches Qualifikationsturnier #1 | 2016 Olympisches Qualifikationsturnier #2 | 2016 Olympisches Qualifikationsturnier #3 |
| --- | --- | --- |
| - Platz 2 der Weltmeisterschaft: Niederlande - Platz 7 der Weltmeisterschaft: Frankreich - Platz 3 des Asiatischen Qualifikationsturniers: Japan - Platz 2 der Afrikameisterschaft: Tunesien | - Platz 3 der Weltmeisterschaft: Rumänien - Platz 6 der Weltmeisterschaft: Dänemark - Platz 3 der Panamerikanischen Spiele: Uruguay - Platz 4 der Europameisterschaft: Montenegro | - Platz 4 der Weltmeisterschaft: Polen - Platz 5 der Weltmeisterschaft: Russland - Platz 3 der Europameisterschaft: Schweden - Platz 4 der Panamerikanischen Spiele: Mexiko |

##### Qualifikationsturnier #1
Das Turnier fand vom 18. bis 20. März 2016 in Metz statt.
| Pl. | Land        | Sp. | S | U | N | Tore     | Diff. | Punkte |
| --- | ----------- | --- | - | - | - | -------- | ----- | ------ |
| 1.  | Niederlande | 3   | 3 | 0 | 0 | 0103:620 | +41   | 6      |
| 2.  | Frankreich  | 3   | 2 | 0 | 1 | 075:560  | +19   | 4      |
| 3.  | Japan       | 3   | 1 | 0 | 2 | 079:780  | +1    | 2      |
| 4.  | Tunesien    | 3   | 0 | 0 | 3 | 055:1160 | −61   | 0      |

##### Qualifikationsturnier #2
Das Turnier fand vom 18. bis 20. März 2016 in Aarhus statt.
| Pl. | Land       | Sp. | S | U | N | Tore     | Diff. | Punkte |
| --- | ---------- | --- | - | - | - | -------- | ----- | ------ |
| 1.  | Rumänien   | 3   | 2 | 1 | 0 | 091:670  | +24   | 5      |
| 2.  | Montenegro | 3   | 2 | 1 | 0 | 083:640  | +19   | 5      |
| 3.  | Dänemark   | 3   | 1 | 0 | 2 | 085:750  | +10   | 2      |
| 4.  | Uruguay    | 3   | 0 | 0 | 3 | 055:1080 | −53   | 0      |

##### Qualifikationsturnier #3
Das Turnier fand vom 18. bis 20. März 2016 in Astrachan statt.
| Pl. | Land     | Sp. | S | U | N | Tore     | Diff. | Punkte |
| --- | -------- | --- | - | - | - | -------- | ----- | ------ |
| 1.  | Russland | 3   | 3 | 0 | 0 | 0101:710 | +30   | 6      |
| 2.  | Schweden | 3   | 2 | 0 | 1 | 0100:810 | +19   | 4      |
| 3.  | Polen    | 3   | 1 | 0 | 2 | 085:710  | +14   | 2      |
| 4.  | Mexiko   | 3   | 0 | 0 | 3 | 051:1140 | −63   | 0      |